# Vegetarianisme als Estats Units
El vegetarianisme és una pràctica alimentària que està guanyant importància gradualment als Estats Units.

## Història
El 1838, es va presentar a la Convenció Americana sobre Salut una resolució que descriu una dieta elaborada exclusivament amb verdures, aliments rics en midó i amb un consum limitat de llet com "preferible a qualsevol altre", però no és clar si això es va adoptar una resolució 2. El 1971, l'1% dels ciutadans nord-americans es van qualificar de vegetarians.

## Estadística
2013: una enquesta duta a terme per Polítiques públiques va mostrar que el 13% dels nord-americans es consideren vegetarians (6%) o vegans (7%).
2012: una enquesta de Gallup va demostrar que el 5% dels nord-americans es van identificar com a vegetarians i 2% com a vegans.
2008: Harris Interactive va mostrar que al voltant del 10% d'adults tenien una dieta que era en gran manera vegetariana (incloent-hi un 3,2% de dieta vegana i una dieta vegana de 0,5%).
2000: Zogby va informar que el 2,5% dels enquestats va dir que no menjaven carn ni peix, i el 4,5% va dir que no menjaven carn.
Molts nens dels Estats Units, els pares dels quals segueixen dietes vegetarianes, segueixen aquestes dietes per creences religioses o ètiques, per al medi ambient o per altres motius. Una primera estimació del govern de nens de 0-17 anys9 mostra que un de cada 200 nens no mengen carn montre qu'un enfant sur 200 ne mange pas de viande · .
Les vendes d'aliments específics de vegetarians, com ara la llet de soja i la proteïna vegetal amb textura, es van duplicar entre els anys 1998 i 2003 als Estats Units, fins als 1.6 bilions de dòlars l'any 2003.